# Critèrium del Dauphiné 2022
El Critèrium del Dauphiné 2022, 74 edició del Critèrium del Dauphiné, es disputà entre el 5 i el 12 de juny de 2022 sobre un recorregut de 1.190,2 km repartits entre vuit etapes, amb inici a La Vòuta i final al coll de Solaison. La cursa formava part de l'UCI World Tour 2022.
El vencedor final fou l'eslovè Primož Roglič (Team Jumbo-Visma), que s'imposà al seu company d'equip Jonas Vingegaard. Ben O'Connor (AG2R Citroën Team) completà el podi. En les classificacions secundàries Wout van Aert (Team Jumbo-Visma) guanyà la classificació per punts, Pierre Rolland (B&B Hotels-KTM) la de la muntanya, Tobias Halland Johannessen (Uno-X Pro Cycling Team) la dels joves i el Team Jumbo-Visma fou el millor equip.

## Equips participants
En tant que prova World Tour hi prenen part els 18 equips World Tour i quatre equips continentals professionals són convidats pels organitzadors, l'Amaury Sport Organisation:
| WorldTeams (18)- AG2R Citroën Team - Astana Qazaqstan Team - Bahrain Victorious - Bora-Hansgrohe - Cofidis - EF Education-EasyPost - Groupama-FDJ - Ineos Grenadiers - Intermarché-Wanty-Gobert Matériaux - Israel-Premier Tech - Jumbo-Visma - Lotto-Soudal - Movistar Team - Quick-Step Alpha Vinyl - BikeExchange-Jayco - Team DSM - Trek-Segafredo - UAE Team Emirates ProTeams (4)- Arkéa-Samsic - B&B Hotels-KTM - TotalEnergies - Uno-X Pro Cycling Team |
| |

## Etapes
| Etapa    | Data       | Ciutats d'etapa                          | type                      | Distància (km) | Desnivell (m) | Vencedor de l'etapa       | Líder de la general |
| -------- | ---------- | ---------------------------------------- | ------------------------- | -------------- | ------------- | ------------------------- | ------------------- |
| 1a etapa | 5 de juny  | La Vòuta – Beauchastel                   | etapa accidentada         | 191,8          | 2.473 m       | Wout van Aert             | Wout van Aert       |
| 2a etapa | 6 de juny  | Sant Pèire d'Ai – Brives-Charensac       | etapa accidentada         | 169,8          | 2.956 m       | Alexis Vuillermoz         | Alexis Vuillermoz   |
| 3a etapa | 7 de juny  | Sant Paulian – Chastreix-Sancy           | etapa accidentada         | 164            | 2.707 m       | David Gaudu               | Wout van Aert       |
| 4a etapa | 8 de juny  | Montbrison – Castle of La Bastie d'Urfé  | contrarellotge individual | 31,9           | 96 m          | Filippo Ganna             | Wout van Aert       |
| 5a etapa | 9 de juny  | Thizy-les-Bourgs – Chaintré              | etapa accidentada         | 162,3          | 1.991 m       | Wout van Aert             | Wout van Aert       |
| 6a etapa | 10 de juny | Rives – Gap                              | etapa de mitja muntanya   | 196,4          | 2.958 m       | Valentin Ferron           | Wout van Aert       |
| 7a etapa | 11 de juny | Sant Chafrei – Vaujany                   | etapa de muntanya         | 134,8          | 3.828 m       | Carlos Verona Quintanilla | Primož Roglič       |
| 8a etapa | 12 de juny | Saint-Alban-Leysse – Plateau de Solaison | etapa de muntanya         | 139,2          | 3.782 m       | Jonas Vingegaard          | Primož Roglič       |

### 1a etapa
| \| Classificació de l'etapa \| Classificació de l'etapa \| Classificació de l'etapa \| Classificació de l'etapa \| Classificació de l'etapa \| \| Corredor \| Corredor \| Equip \| Temps \| \| \| ------------------------ \| ------------------------ \| ---------------------------------- \| ------------------------ \| ------------------------ \| \| 1r \| Wout van Aert \| Jumbo-Visma \| 4h 37' 31" \| \| \| 2n \| Ethan Hayter \| Ineos Grenadiers \| + 0" \| \| \| 3r \| Sean Quinn \| EF Education-EasyPost \| + 0" \| \| \| 4t \| Hugo Page \| Intermarché-Wanty-Gobert Matériaux \| + 0" \| \| \| 5è \| Edvald Boasson Hagen \| TotalEnergies \| + 0" \| \| \| 6è \| Jasper Stuyven \| Trek-Segafredo \| + 0" \| \| \| 7è \| Clément Venturini \| AG2R Citroën Team \| + 0" \| \| \| 8è \| Maxim Van Gils \| Lotto-Soudal \| + 0" \| \| \| 9è \| Benjamin Thomas \| Cofidis \| + 0" \| \| \| 10è \| Jannik Steimle \| Quick-Step Alpha Vinyl \| + 0" \| \| |                      |                                    |            |
| |                      |                                    |            |
| Font: ProCyclingStats |                      |                                    |            |
| Classificació de l'etapa |                      |                                    |            |
| Corredor | Corredor             | Equip                              | Temps      |
| 1r | Wout van Aert        | Jumbo-Visma                        | 4h 37' 31" |
| 2n | Ethan Hayter         | Ineos Grenadiers                   | + 0"       |
| 3r | Sean Quinn           | EF Education-EasyPost              | + 0"       |
| 4t | Hugo Page            | Intermarché-Wanty-Gobert Matériaux | + 0"       |
| 5è | Edvald Boasson Hagen | TotalEnergies                      | + 0"       |
| 6è | Jasper Stuyven       | Trek-Segafredo                     | + 0"       |
| 7è | Clément Venturini    | AG2R Citroën Team                  | + 0"       |
| 8è | Maxim Van Gils       | Lotto-Soudal                       | + 0"       |
| 9è | Benjamin Thomas      | Cofidis                            | + 0"       |
| 10è | Jannik Steimle       | Quick-Step Alpha Vinyl             | + 0"       |

| \| Classificació general \| Classificació general \| Classificació general \| Classificació general \| Classificació general \| \| Corredor \| Corredor \| Equip \| Temps \| \| \| --------------------- \| --------------------- \| ---------------------------------- \| --------------------- \| --------------------- \| \| 1r \| Wout van Aert \| Jumbo-Visma \| 4h 37' 21" \| \| \| 2n \| Ethan Hayter \| Ineos Grenadiers \| + 4" \| \| \| 3r \| Sean Quinn \| EF Education-EasyPost \| + 6" \| \| \| 4t \| Maxime Bouet \| Arkéa-Samsic \| + 7" \| \| \| 5è \| Laurens Huys \| Intermarché-Wanty-Gobert Matériaux \| + 8" \| \| \| 6è \| Pierre Rolland \| B&B Hotels-KTM \| + 9" \| \| \| 7è \| Hugo Page \| Intermarché-Wanty-Gobert Matériaux \| + 10" \| \| \| 8è \| Edvald Boasson Hagen \| TotalEnergies \| + 10" \| \| \| 9è \| Jasper Stuyven \| Trek-Segafredo \| + 10" \| \| \| 10è \| Clément Venturini \| AG2R Citroën Team \| + 10" \| \| |                      |                                    |            |
| |                      |                                    |            |
| Font: ProCyclingStats |                      |                                    |            |
| Classificació general |                      |                                    |            |
| Corredor | Corredor             | Equip                              | Temps      |
| 1r | Wout van Aert        | Jumbo-Visma                        | 4h 37' 21" |
| 2n | Ethan Hayter         | Ineos Grenadiers                   | + 4"       |
| 3r | Sean Quinn           | EF Education-EasyPost              | + 6"       |
| 4t | Maxime Bouet         | Arkéa-Samsic                       | + 7"       |
| 5è | Laurens Huys         | Intermarché-Wanty-Gobert Matériaux | + 8"       |
| 6è | Pierre Rolland       | B&B Hotels-KTM                     | + 9"       |
| 7è | Hugo Page            | Intermarché-Wanty-Gobert Matériaux | + 10"      |
| 8è | Edvald Boasson Hagen | TotalEnergies                      | + 10"      |
| 9è | Jasper Stuyven       | Trek-Segafredo                     | + 10"      |
| 10è | Clément Venturini    | AG2R Citroën Team                  | + 10"      |

### 2a etapa
| \| Classificació de l'etapa \| Classificació de l'etapa \| Classificació de l'etapa \| Classificació de l'etapa \| Classificació de l'etapa \| \| Corredor \| Corredor \| Equip \| Temps \| \| \| ------------------------ \| ------------------------ \| ---------------------------------- \| ------------------------ \| ------------------------ \| \| 1r \| Alexis Vuillermoz \| TotalEnergies \| 4h 03' 34" \| \| \| 2n \| Anders Skaarseth \| Uno-X Pro Cycling Team \| + 0" \| \| \| 3r \| Olivier Le Gac \| Groupama-FDJ \| + 0" \| \| \| 4t \| Kevin Vermaerke \| Team DSM \| + 0" \| \| \| 5è \| Anthony Delaplace \| Arkéa-Samsic \| + 0" \| \| \| 6è \| Wout van Aert \| Jumbo-Visma \| + 5" \| \| \| 7è \| Ethan Hayter \| Ineos Grenadiers \| + 5" \| \| \| 8è \| Hugo Page \| Intermarché-Wanty-Gobert Matériaux \| + 5" \| \| \| 9è \| Clément Venturini \| AG2R Citroën Team \| + 5" \| \| \| 10è \| Aliaksandr Rabuixenka \| Astana Qazaqstan Team \| + 5" \| \| |                       |                                    |            |
| |                       |                                    |            |
| Font: ProCyclingStats |                       |                                    |            |
| Classificació de l'etapa |                       |                                    |            |
| Corredor | Corredor              | Equip                              | Temps      |
| 1r | Alexis Vuillermoz     | TotalEnergies                      | 4h 03' 34" |
| 2n | Anders Skaarseth      | Uno-X Pro Cycling Team             | + 0"       |
| 3r | Olivier Le Gac        | Groupama-FDJ                       | + 0"       |
| 4t | Kevin Vermaerke       | Team DSM                           | + 0"       |
| 5è | Anthony Delaplace     | Arkéa-Samsic                       | + 0"       |
| 6è | Wout van Aert         | Jumbo-Visma                        | + 5"       |
| 7è | Ethan Hayter          | Ineos Grenadiers                   | + 5"       |
| 8è | Hugo Page             | Intermarché-Wanty-Gobert Matériaux | + 5"       |
| 9è | Clément Venturini     | AG2R Citroën Team                  | + 5"       |
| 10è | Aliaksandr Rabuixenka | Astana Qazaqstan Team              | + 5"       |

| \| Classificació general \| Classificació general \| Classificació general \| Classificació general \| Classificació general \| \| Corredor \| Corredor \| Equip \| Temps \| \| \| --------------------- \| --------------------- \| ---------------------------------- \| --------------------- \| --------------------- \| \| 1r \| Alexis Vuillermoz \| TotalEnergies \| 8h 40' 55" \| \| \| 2n \| Anders Skaarseth \| Uno-X Pro Cycling Team \| + 3" \| \| \| 3r \| Olivier Le Gac \| Groupama-FDJ \| + 4" \| \| \| 4t \| Wout van Aert \| Jumbo-Visma \| + 5" \| \| \| 5è \| Kevin Vermaerke \| Team DSM \| + 7" \| \| \| 6è \| Ethan Hayter \| Ineos Grenadiers \| + 9" \| \| \| 7è \| Anthony Delaplace \| Arkéa-Samsic \| + 10" \| \| \| 8è \| Sean Quinn \| EF Education-EasyPost \| + 11" \| \| \| 9è \| Maxime Bouet \| Arkéa-Samsic \| + 12" \| \| \| 10è \| Laurens Huys \| Intermarché-Wanty-Gobert Matériaux \| + 13" \| \| |                   |                                    |            |
| |                   |                                    |            |
| Font: ProCyclingStats |                   |                                    |            |
| Classificació general |                   |                                    |            |
| Corredor | Corredor          | Equip                              | Temps      |
| 1r | Alexis Vuillermoz | TotalEnergies                      | 8h 40' 55" |
| 2n | Anders Skaarseth  | Uno-X Pro Cycling Team             | + 3"       |
| 3r | Olivier Le Gac    | Groupama-FDJ                       | + 4"       |
| 4t | Wout van Aert     | Jumbo-Visma                        | + 5"       |
| 5è | Kevin Vermaerke   | Team DSM                           | + 7"       |
| 6è | Ethan Hayter      | Ineos Grenadiers                   | + 9"       |
| 7è | Anthony Delaplace | Arkéa-Samsic                       | + 10"      |
| 8è | Sean Quinn        | EF Education-EasyPost              | + 11"      |
| 9è | Maxime Bouet      | Arkéa-Samsic                       | + 12"      |
| 10è | Laurens Huys      | Intermarché-Wanty-Gobert Matériaux | + 13"      |

### 3a etapa
| \| Classificació de l'etapa \| Classificació de l'etapa \| Classificació de l'etapa \| Classificació de l'etapa \| Classificació de l'etapa \| \| Corredor \| Corredor \| Equip \| Temps \| \| \| ------------------------ \| ------------------------ \| ------------------------ \| ------------------------ \| ------------------------ \| \| 1r \| David Gaudu \| Groupama-FDJ \| 4h 09' 38" \| \| \| 2n \| Wout van Aert \| Jumbo-Visma \| + 0" \| \| \| 3r \| Victor Lafay \| Cofidis \| + 0" \| \| \| 4t \| Ruben Guerreiro \| EF Education-EasyPost \| + 0" \| \| \| 5è \| Kevin Geniets \| Groupama-FDJ \| + 0" \| \| \| 6è \| Nick Schultz \| BikeExchange-Jayco \| + 0" \| \| \| 7è \| Damiano Caruso \| Bahrain Victorious \| + 0" \| \| \| 8è \| Dylan Teuns \| Bahrain Victorious \| + 0" \| \| \| 9è \| Matteo Jorgenson \| Movistar Team \| + 0" \| \| \| 10è \| Brandon McNulty \| UAE Team Emirates \| + 0" \| \| |                  |                       |            |
| |                  |                       |            |
| Font: ProCyclingStats |                  |                       |            |
| Classificació de l'etapa |                  |                       |            |
| Corredor | Corredor         | Equip                 | Temps      |
| 1r | David Gaudu      | Groupama-FDJ          | 4h 09' 38" |
| 2n | Wout van Aert    | Jumbo-Visma           | + 0"       |
| 3r | Victor Lafay     | Cofidis               | + 0"       |
| 4t | Ruben Guerreiro  | EF Education-EasyPost | + 0"       |
| 5è | Kevin Geniets    | Groupama-FDJ          | + 0"       |
| 6è | Nick Schultz     | BikeExchange-Jayco    | + 0"       |
| 7è | Damiano Caruso   | Bahrain Victorious    | + 0"       |
| 8è | Dylan Teuns      | Bahrain Victorious    | + 0"       |
| 9è | Matteo Jorgenson | Movistar Team         | + 0"       |
| 10è | Brandon McNulty  | UAE Team Emirates     | + 0"       |

| \| Classificació general \| Classificació general \| Classificació general \| Classificació general \| Classificació general \| \| Corredor \| Corredor \| Equip \| Temps \| \| \| --------------------- \| --------------------- \| --------------------- \| --------------------- \| --------------------- \| \| 1r \| Wout van Aert \| Jumbo-Visma \| 12h 50' 38" \| \| \| 2n \| David Gaudu \| Groupama-FDJ \| + 6" \| \| \| 3r \| Victor Lafay \| Cofidis \| + 12" \| \| \| 4t \| Patrick Konrad \| Bora-Hansgrohe \| + 16" \| \| \| 5è \| Matteo Jorgenson \| Movistar Team \| + 16" \| \| \| 6è \| Ruben Guerreiro \| EF Education-EasyPost \| + 16" \| \| \| 7è \| Esteban Chaves Rubio \| EF Education-EasyPost \| + 16" \| \| \| 8è \| Primož Roglič \| Jumbo-Visma \| + 16" \| \| \| 9è \| Steff Cras \| Lotto-Soudal \| + 16" \| \| \| 10è \| Ben O'Connor \| AG2R Citroën Team \| + 16" \| \| |                      |                       |             |
| |                      |                       |             |
| Font: ProCyclingStats |                      |                       |             |
| Classificació general |                      |                       |             |
| Corredor | Corredor             | Equip                 | Temps       |
| 1r | Wout van Aert        | Jumbo-Visma           | 12h 50' 38" |
| 2n | David Gaudu          | Groupama-FDJ          | + 6"        |
| 3r | Victor Lafay         | Cofidis               | + 12"       |
| 4t | Patrick Konrad       | Bora-Hansgrohe        | + 16"       |
| 5è | Matteo Jorgenson     | Movistar Team         | + 16"       |
| 6è | Ruben Guerreiro      | EF Education-EasyPost | + 16"       |
| 7è | Esteban Chaves Rubio | EF Education-EasyPost | + 16"       |
| 8è | Primož Roglič        | Jumbo-Visma           | + 16"       |
| 9è | Steff Cras           | Lotto-Soudal          | + 16"       |
| 10è | Ben O'Connor         | AG2R Citroën Team     | + 16"       |

### 4a etapa
| \| Classificació de l'etapa \| Classificació de l'etapa \| Classificació de l'etapa \| Classificació de l'etapa \| Classificació de l'etapa \| \| Corredor \| Corredor \| Equip \| Temps \| \| \| ------------------------ \| ------------------------ \| ------------------------ \| ------------------------ \| ------------------------ \| \| 1r \| Filippo Ganna \| Ineos Grenadiers \| 35' 32" \| \| \| 2n \| Wout van Aert \| Jumbo-Visma \| + 2" \| \| \| 3r \| Ethan Hayter \| Ineos Grenadiers \| + 17" \| \| \| 4t \| Mattia Cattaneo \| Quick-Step Alpha Vinyl \| + 39" \| \| \| 5è \| Primož Roglič \| Jumbo-Visma \| + 42" \| \| \| 6è \| Luke Durbridge \| BikeExchange-Jayco \| + 53" \| \| \| 7è \| Jonas Vingegaard \| Jumbo-Visma \| + 1' 12" \| \| \| 8è \| Damiano Caruso \| Bahrain Victorious \| + 1' 25" \| \| \| 9è \| Tao Geoghegan Hart \| Ineos Grenadiers \| + 1' 31" \| \| \| 10è \| Juan Ayuso Pesquera \| UAE Team Emirates \| + 1' 34" \| \| |                     |                        |          |
| |                     |                        |          |
| Font: ProCyclingStats |                     |                        |          |
| Classificació de l'etapa |                     |                        |          |
| Corredor | Corredor            | Equip                  | Temps    |
| 1r | Filippo Ganna       | Ineos Grenadiers       | 35' 32"  |
| 2n | Wout van Aert       | Jumbo-Visma            | + 2"     |
| 3r | Ethan Hayter        | Ineos Grenadiers       | + 17"    |
| 4t | Mattia Cattaneo     | Quick-Step Alpha Vinyl | + 39"    |
| 5è | Primož Roglič       | Jumbo-Visma            | + 42"    |
| 6è | Luke Durbridge      | BikeExchange-Jayco     | + 53"    |
| 7è | Jonas Vingegaard    | Jumbo-Visma            | + 1' 12" |
| 8è | Damiano Caruso      | Bahrain Victorious     | + 1' 25" |
| 9è | Tao Geoghegan Hart  | Ineos Grenadiers       | + 1' 31" |
| 10è | Juan Ayuso Pesquera | UAE Team Emirates      | + 1' 34" |

| \| Classificació general \| Classificació general \| Classificació general \| Classificació general \| Classificació general \| \| Corredor \| Corredor \| Equip \| Temps \| \| \| --------------------- \| --------------------- \| ---------------------- \| --------------------- \| --------------------- \| \| 1r \| Wout van Aert \| Jumbo-Visma \| 13h 26' 06" \| \| \| 2n \| Mattia Cattaneo \| Quick-Step Alpha Vinyl \| + 53" \| \| \| 3r \| Primož Roglič \| Jumbo-Visma \| + 56" \| \| \| 4t \| Jonas Vingegaard \| Jumbo-Visma \| + 1' 26" \| \| \| 5è \| Ethan Hayter \| Ineos Grenadiers \| + 1' 26" \| \| \| 6è \| Damiano Caruso \| Bahrain Victorious \| + 1' 39" \| \| \| 7è \| Tao Geoghegan Hart \| Ineos Grenadiers \| + 1' 45" \| \| \| 8è \| Juan Ayuso Pesquera \| UAE Team Emirates \| + 1' 48" \| \| \| 9è \| Matteo Jorgenson \| Movistar Team \| + 1' 50" \| \| \| 10è \| Ben O'Connor \| AG2R Citroën Team \| + 2' 00" \| \| |                     |                        |             |
| |                     |                        |             |
| Font: ProCyclingStats |                     |                        |             |
| Classificació general |                     |                        |             |
| Corredor | Corredor            | Equip                  | Temps       |
| 1r | Wout van Aert       | Jumbo-Visma            | 13h 26' 06" |
| 2n | Mattia Cattaneo     | Quick-Step Alpha Vinyl | + 53"       |
| 3r | Primož Roglič       | Jumbo-Visma            | + 56"       |
| 4t | Jonas Vingegaard    | Jumbo-Visma            | + 1' 26"    |
| 5è | Ethan Hayter        | Ineos Grenadiers       | + 1' 26"    |
| 6è | Damiano Caruso      | Bahrain Victorious     | + 1' 39"    |
| 7è | Tao Geoghegan Hart  | Ineos Grenadiers       | + 1' 45"    |
| 8è | Juan Ayuso Pesquera | UAE Team Emirates      | + 1' 48"    |
| 9è | Matteo Jorgenson    | Movistar Team          | + 1' 50"    |
| 10è | Ben O'Connor        | AG2R Citroën Team      | + 2' 00"    |

### 5a etapa
| \| Classificació de l'etapa \| Classificació de l'etapa \| Classificació de l'etapa \| Classificació de l'etapa \| Classificació de l'etapa \| \| Corredor \| Corredor \| Equip \| Temps \| \| \| ------------------------ \| -------------------------- \| ---------------------------------- \| ------------------------ \| ------------------------ \| \| 1r \| Wout van Aert \| Jumbo-Visma \| 3h 38' 35" \| \| \| 2n \| Jordi Meeus \| Bora-Hansgrohe \| + 0" \| \| \| 3r \| Ethan Hayter \| Ineos Grenadiers \| + 0" \| \| \| 4t \| Edvald Boasson Hagen \| TotalEnergies \| + 0" \| \| \| 5è \| Hugo Page \| Intermarché-Wanty-Gobert Matériaux \| + 0" \| \| \| 6è \| Jasper Stuyven \| Trek-Segafredo \| + 0" \| \| \| 7è \| Andrea Bagioli \| Quick-Step Alpha Vinyl \| + 0" \| \| \| 8è \| Jan Bakelants \| Intermarché-Wanty-Gobert Matériaux \| + 0" \| \| \| 9è \| Matis Louvel \| Arkéa-Samsic \| + 0" \| \| \| 10è \| Sebastián Molano Benavides \| UAE Team Emirates \| + 0" \| \| |                            |                                    |            |
| |                            |                                    |            |
| Font: ProCyclingStats |                            |                                    |            |
| Classificació de l'etapa |                            |                                    |            |
| Corredor | Corredor                   | Equip                              | Temps      |
| 1r | Wout van Aert              | Jumbo-Visma                        | 3h 38' 35" |
| 2n | Jordi Meeus                | Bora-Hansgrohe                     | + 0"       |
| 3r | Ethan Hayter               | Ineos Grenadiers                   | + 0"       |
| 4t | Edvald Boasson Hagen       | TotalEnergies                      | + 0"       |
| 5è | Hugo Page                  | Intermarché-Wanty-Gobert Matériaux | + 0"       |
| 6è | Jasper Stuyven             | Trek-Segafredo                     | + 0"       |
| 7è | Andrea Bagioli             | Quick-Step Alpha Vinyl             | + 0"       |
| 8è | Jan Bakelants              | Intermarché-Wanty-Gobert Matériaux | + 0"       |
| 9è | Matis Louvel               | Arkéa-Samsic                       | + 0"       |
| 10è | Sebastián Molano Benavides | UAE Team Emirates                  | + 0"       |

| \| Classificació general \| Classificació general \| Classificació general \| Classificació general \| Classificació general \| \| Corredor \| Corredor \| Equip \| Temps \| \| \| --------------------- \| --------------------- \| ---------------------- \| --------------------- \| --------------------- \| \| 1r \| Wout van Aert \| Jumbo-Visma \| 17h 04' 31" \| \| \| 2n \| Mattia Cattaneo \| Quick-Step Alpha Vinyl \| + 1' 03" \| \| \| 3r \| Primož Roglič \| Jumbo-Visma \| + 1' 06" \| \| \| 4t \| Ethan Hayter \| Ineos Grenadiers \| + 1' 32" \| \| \| 5è \| Jonas Vingegaard \| Jumbo-Visma \| + 1' 36" \| \| \| 6è \| Damiano Caruso \| Bahrain Victorious \| + 1' 49" \| \| \| 7è \| Tao Geoghegan Hart \| Ineos Grenadiers \| + 1' 55" \| \| \| 8è \| Juan Ayuso Pesquera \| UAE Team Emirates \| + 1' 58" \| \| \| 9è \| Matteo Jorgenson \| Movistar Team \| + 2' 00" \| \| \| 10è \| Ben O'Connor \| AG2R Citroën Team \| + 2' 10" \| \| |                     |                        |             |
| |                     |                        |             |
| Font: ProCyclingStats |                     |                        |             |
| Classificació general |                     |                        |             |
| Corredor | Corredor            | Equip                  | Temps       |
| 1r | Wout van Aert       | Jumbo-Visma            | 17h 04' 31" |
| 2n | Mattia Cattaneo     | Quick-Step Alpha Vinyl | + 1' 03"    |
| 3r | Primož Roglič       | Jumbo-Visma            | + 1' 06"    |
| 4t | Ethan Hayter        | Ineos Grenadiers       | + 1' 32"    |
| 5è | Jonas Vingegaard    | Jumbo-Visma            | + 1' 36"    |
| 6è | Damiano Caruso      | Bahrain Victorious     | + 1' 49"    |
| 7è | Tao Geoghegan Hart  | Ineos Grenadiers       | + 1' 55"    |
| 8è | Juan Ayuso Pesquera | UAE Team Emirates      | + 1' 58"    |
| 9è | Matteo Jorgenson    | Movistar Team          | + 2' 00"    |
| 10è | Ben O'Connor        | AG2R Citroën Team      | + 2' 10"    |

### 6a etapa
| \| Classificació de l'etapa \| Classificació de l'etapa \| Classificació de l'etapa \| Classificació de l'etapa \| Classificació de l'etapa \| \| Corredor \| Corredor \| Equip \| Temps \| \| \| ------------------------ \| ------------------------ \| ------------------------ \| ------------------------ \| ------------------------ \| \| 1r \| Valentin Ferron \| TotalEnergies \| 4h 22' 17" \| \| \| 2n \| Pierre Rolland \| B&B Hotels-KTM \| + 3" \| \| \| 3r \| Warren Barguil \| Arkéa-Samsic \| + 3" \| \| \| 4t \| Andrea Bagioli \| Quick-Step Alpha Vinyl \| + 3" \| \| \| 5è \| Geoffrey Bouchard \| AG2R Citroën Team \| + 3" \| \| \| 6è \| Victor Lafay \| Cofidis \| + 3" \| \| \| 7è \| Edvald Boasson Hagen \| TotalEnergies \| + 32" \| \| \| 8è \| Dylan Groenewegen \| BikeExchange-Jayco \| + 32" \| \| \| 9è \| Matis Louvel \| Arkéa-Samsic \| + 32" \| \| \| 10è \| Jordi Meeus \| Bora-Hansgrohe \| + 32" \| \| |                      |                        |            |
| |                      |                        |            |
| Font: ProCyclingStats |                      |                        |            |
| Classificació de l'etapa |                      |                        |            |
| Corredor | Corredor             | Equip                  | Temps      |
| 1r | Valentin Ferron      | TotalEnergies          | 4h 22' 17" |
| 2n | Pierre Rolland       | B&B Hotels-KTM         | + 3"       |
| 3r | Warren Barguil       | Arkéa-Samsic           | + 3"       |
| 4t | Andrea Bagioli       | Quick-Step Alpha Vinyl | + 3"       |
| 5è | Geoffrey Bouchard    | AG2R Citroën Team      | + 3"       |
| 6è | Victor Lafay         | Cofidis                | + 3"       |
| 7è | Edvald Boasson Hagen | TotalEnergies          | + 32"      |
| 8è | Dylan Groenewegen    | BikeExchange-Jayco     | + 32"      |
| 9è | Matis Louvel         | Arkéa-Samsic           | + 32"      |
| 10è | Jordi Meeus          | Bora-Hansgrohe         | + 32"      |

| \| Classificació general \| Classificació general \| Classificació general \| Classificació general \| Classificació general \| \| Corredor \| Corredor \| Equip \| Temps \| \| \| --------------------- \| --------------------- \| ---------------------- \| --------------------- \| --------------------- \| \| 1r \| Wout van Aert \| Jumbo-Visma \| 21h 27' 20" \| \| \| 2n \| Mattia Cattaneo \| Quick-Step Alpha Vinyl \| + 1' 03" \| \| \| 3r \| Primož Roglič \| Jumbo-Visma \| + 1' 06" \| \| \| 4t \| Ethan Hayter \| Ineos Grenadiers \| + 1' 32" \| \| \| 5è \| Jonas Vingegaard \| Jumbo-Visma \| + 1' 36" \| \| \| 6è \| Damiano Caruso \| Bahrain Victorious \| + 1' 49" \| \| \| 7è \| Tao Geoghegan Hart \| Ineos Grenadiers \| + 1' 55" \| \| \| 8è \| Matteo Jorgenson \| Movistar Team \| + 2' 00" \| \| \| 9è \| Ben O'Connor \| AG2R Citroën Team \| + 2' 10" \| \| \| 10è \| Wilco Kelderman \| Bora-Hansgrohe \| + 2' 12" \| \| |                    |                        |             |
| |                    |                        |             |
| Font: ProCyclingStats |                    |                        |             |
| Classificació general |                    |                        |             |
| Corredor | Corredor           | Equip                  | Temps       |
| 1r | Wout van Aert      | Jumbo-Visma            | 21h 27' 20" |
| 2n | Mattia Cattaneo    | Quick-Step Alpha Vinyl | + 1' 03"    |
| 3r | Primož Roglič      | Jumbo-Visma            | + 1' 06"    |
| 4t | Ethan Hayter       | Ineos Grenadiers       | + 1' 32"    |
| 5è | Jonas Vingegaard   | Jumbo-Visma            | + 1' 36"    |
| 6è | Damiano Caruso     | Bahrain Victorious     | + 1' 49"    |
| 7è | Tao Geoghegan Hart | Ineos Grenadiers       | + 1' 55"    |
| 8è | Matteo Jorgenson   | Movistar Team          | + 2' 00"    |
| 9è | Ben O'Connor       | AG2R Citroën Team      | + 2' 10"    |
| 10è | Wilco Kelderman    | Bora-Hansgrohe         | + 2' 12"    |

### 7a etapa
| \| Classificació de l'etapa \| Classificació de l'etapa \| Classificació de l'etapa \| Classificació de l'etapa \| Classificació de l'etapa \| \| Corredor \| Corredor \| Equip \| Temps \| \| \| ------------------------ \| -------------------------- \| ---------------------------------- \| ------------------------ \| ------------------------ \| \| 1r \| Carlos Verona Quintanilla \| Movistar Team \| 3h 53' 35" \| \| \| 2n \| Primož Roglič \| Jumbo-Visma \| + 13" \| \| \| 3r \| Jonas Vingegaard \| Jumbo-Visma \| + 25" \| \| \| 4t \| Ben O'Connor \| AG2R Citroën Team \| + 27" \| \| \| 5è \| Tobias Halland Johannessen \| Uno-X Pro Cycling Team \| + 39" \| \| \| 6è \| Esteban Chaves Rubio \| EF Education-EasyPost \| + 40" \| \| \| 7è \| David Gaudu \| Groupama-FDJ \| + 40" \| \| \| 8è \| Louis Meintjes \| Intermarché-Wanty-Gobert Matériaux \| + 40" \| \| \| 9è \| Tao Geoghegan Hart \| Ineos Grenadiers \| + 48" \| \| \| 10è \| Jack Haig \| Bahrain Victorious \| + 56" \| \| |                            |                                    |            |
| |                            |                                    |            |
| Font: ProCyclingStats |                            |                                    |            |
| Classificació de l'etapa |                            |                                    |            |
| Corredor | Corredor                   | Equip                              | Temps      |
| 1r | Carlos Verona Quintanilla  | Movistar Team                      | 3h 53' 35" |
| 2n | Primož Roglič              | Jumbo-Visma                        | + 13"      |
| 3r | Jonas Vingegaard           | Jumbo-Visma                        | + 25"      |
| 4t | Ben O'Connor               | AG2R Citroën Team                  | + 27"      |
| 5è | Tobias Halland Johannessen | Uno-X Pro Cycling Team             | + 39"      |
| 6è | Esteban Chaves Rubio       | EF Education-EasyPost              | + 40"      |
| 7è | David Gaudu                | Groupama-FDJ                       | + 40"      |
| 8è | Louis Meintjes             | Intermarché-Wanty-Gobert Matériaux | + 40"      |
| 9è | Tao Geoghegan Hart         | Ineos Grenadiers                   | + 48"      |
| 10è | Jack Haig                  | Bahrain Victorious                 | + 56"      |

| \| Classificació general \| Classificació general \| Classificació general \| Classificació general \| Classificació general \| \| Corredor \| Corredor \| Equip \| Temps \| \| \| --------------------- \| -------------------------- \| ---------------------------------- \| --------------------- \| --------------------- \| \| 1r \| Primož Roglič \| Jumbo-Visma \| 25h 22' 08" \| \| \| 2n \| Jonas Vingegaard \| Jumbo-Visma \| + 44" \| \| \| 3r \| Ben O'Connor \| AG2R Citroën Team \| + 1' 24" \| \| \| 4t \| Tao Geoghegan Hart \| Ineos Grenadiers \| + 1' 30" \| \| \| 5è \| Damiano Caruso \| Bahrain Victorious \| + 1' 32" \| \| \| 6è \| David Gaudu \| Groupama-FDJ \| + 1' 40" \| \| \| 7è \| Tobias Halland Johannessen \| Uno-X Pro Cycling Team \| + 2' 05" \| \| \| 8è \| Matteo Jorgenson \| Movistar Team \| + 2' 06" \| \| \| 9è \| Jack Haig \| Bahrain Victorious \| + 2' 12" \| \| \| 10è \| Louis Meintjes \| Intermarché-Wanty-Gobert Matériaux \| + 2' 16" \| \| |                            |                                    |             |
| |                            |                                    |             |
| Font: ProCyclingStats |                            |                                    |             |
| Classificació general |                            |                                    |             |
| Corredor | Corredor                   | Equip                              | Temps       |
| 1r | Primož Roglič              | Jumbo-Visma                        | 25h 22' 08" |
| 2n | Jonas Vingegaard           | Jumbo-Visma                        | + 44"       |
| 3r | Ben O'Connor               | AG2R Citroën Team                  | + 1' 24"    |
| 4t | Tao Geoghegan Hart         | Ineos Grenadiers                   | + 1' 30"    |
| 5è | Damiano Caruso             | Bahrain Victorious                 | + 1' 32"    |
| 6è | David Gaudu                | Groupama-FDJ                       | + 1' 40"    |
| 7è | Tobias Halland Johannessen | Uno-X Pro Cycling Team             | + 2' 05"    |
| 8è | Matteo Jorgenson           | Movistar Team                      | + 2' 06"    |
| 9è | Jack Haig                  | Bahrain Victorious                 | + 2' 12"    |
| 10è | Louis Meintjes             | Intermarché-Wanty-Gobert Matériaux | + 2' 16"    |

### 8a etapa
| \| Classificació de l'etapa \| Classificació de l'etapa \| Classificació de l'etapa \| Classificació de l'etapa \| Classificació de l'etapa \| \| Corredor \| Corredor \| Equip \| Temps \| \| \| ------------------------ \| -------------------------- \| ---------------------------------- \| ------------------------ \| ------------------------ \| \| 1r \| Jonas Vingegaard \| Jumbo-Visma \| 3h 49' 20" \| \| \| 2n \| Primož Roglič \| Jumbo-Visma \| + 0" \| \| \| 3r \| Ben O'Connor \| AG2R Citroën Team \| + 15" \| \| \| 4t \| Esteban Chaves Rubio \| EF Education-EasyPost \| + 53" \| \| \| 5è \| Ruben Guerreiro \| EF Education-EasyPost \| + 53" \| \| \| 6è \| Damiano Caruso \| Bahrain Victorious \| + 55" \| \| \| 7è \| Louis Meintjes \| Intermarché-Wanty-Gobert Matériaux \| + 55" \| \| \| 8è \| Jack Haig \| Bahrain Victorious \| + 55" \| \| \| 9è \| Steven Kruijswijk \| Jumbo-Visma \| + 1' 20" \| \| \| 10è \| Tobias Halland Johannessen \| Uno-X Pro Cycling Team \| + 1' 40" \| \| |                            |                                    |            |
| |                            |                                    |            |
| Font: ProCyclingStats |                            |                                    |            |
| Classificació de l'etapa |                            |                                    |            |
| Corredor | Corredor                   | Equip                              | Temps      |
| 1r | Jonas Vingegaard           | Jumbo-Visma                        | 3h 49' 20" |
| 2n | Primož Roglič              | Jumbo-Visma                        | + 0"       |
| 3r | Ben O'Connor               | AG2R Citroën Team                  | + 15"      |
| 4t | Esteban Chaves Rubio       | EF Education-EasyPost              | + 53"      |
| 5è | Ruben Guerreiro            | EF Education-EasyPost              | + 53"      |
| 6è | Damiano Caruso             | Bahrain Victorious                 | + 55"      |
| 7è | Louis Meintjes             | Intermarché-Wanty-Gobert Matériaux | + 55"      |
| 8è | Jack Haig                  | Bahrain Victorious                 | + 55"      |
| 9è | Steven Kruijswijk          | Jumbo-Visma                        | + 1' 20"   |
| 10è | Tobias Halland Johannessen | Uno-X Pro Cycling Team             | + 1' 40"   |

## Classificacions finals

### Classificació general
| \| Classificació general \| Classificació general \| Classificació general \| Classificació general \| Classificació general \| \| Corredor \| Corredor \| Equip \| Temps \| \| \| --------------------- \| -------------------------- \| ---------------------------------- \| --------------------- \| --------------------- \| \| 1r \| Primož Roglič \| Jumbo-Visma \| 29h 11' 22" \| \| \| 2n \| Jonas Vingegaard \| Jumbo-Visma \| + 40" \| \| \| 3r \| Ben O'Connor \| AG2R Citroën Team \| + 1' 41" \| \| \| 4t \| Damiano Caruso \| Bahrain Victorious \| + 2' 33" \| \| \| 5è \| Jack Haig \| Bahrain Victorious \| + 3' 13" \| \| \| 6è \| Louis Meintjes \| Intermarché-Wanty-Gobert Matériaux \| + 3' 17" \| \| \| 7è \| Esteban Chaves Rubio \| EF Education-EasyPost \| + 3' 18" \| \| \| 8è \| Tao Geoghegan Hart \| Ineos Grenadiers \| + 3' 44" \| \| \| 9è \| Ruben Guerreiro \| EF Education-EasyPost \| + 3' 48" \| \| \| 10è \| Tobias Halland Johannessen \| Uno-X Pro Cycling Team \| + 3' 51" \| \| |                            |                                    |             |
| |                            |                                    |             |
| Font: ProCyclingStats |                            |                                    |             |
| Classificació general |                            |                                    |             |
| Corredor | Corredor                   | Equip                              | Temps       |
| 1r | Primož Roglič              | Jumbo-Visma                        | 29h 11' 22" |
| 2n | Jonas Vingegaard           | Jumbo-Visma                        | + 40"       |
| 3r | Ben O'Connor               | AG2R Citroën Team                  | + 1' 41"    |
| 4t | Damiano Caruso             | Bahrain Victorious                 | + 2' 33"    |
| 5è | Jack Haig                  | Bahrain Victorious                 | + 3' 13"    |
| 6è | Louis Meintjes             | Intermarché-Wanty-Gobert Matériaux | + 3' 17"    |
| 7è | Esteban Chaves Rubio       | EF Education-EasyPost              | + 3' 18"    |
| 8è | Tao Geoghegan Hart         | Ineos Grenadiers                   | + 3' 44"    |
| 9è | Ruben Guerreiro            | EF Education-EasyPost              | + 3' 48"    |
| 10è | Tobias Halland Johannessen | Uno-X Pro Cycling Team             | + 3' 51"    |

### Classificacions secundàries
| Classificació de la muntanya | Classificació de la muntanya | Classificació de la muntanya       | Classificació de la muntanya | Classificació de la muntanya |
| Corredor                     | Corredor                     | Equip                              | Punts                        |                              |
| ---------------------------- | ---------------------------- | ---------------------------------- | ---------------------------- | ---------------------------- |
| 1r                           | Pierre Rolland               | B&B Hotels-KTM                     | 71 pts                       |                              |
| 2n                           | Carlos Verona Quintanilla    | Movistar Team                      | 21 pts                       |                              |
| 3r                           | Victor Lafay                 | Cofidis                            | 19 pts                       |                              |
| 4t                           | Jonas Vingegaard             | Jumbo-Visma                        | 17 pts                       |                              |
| 5è                           | Primož Roglič                | Jumbo-Visma                        | 15 pts                       |                              |
| 6è                           | Kenny Elissonde              | Trek-Segafredo                     | 14 pts                       |                              |
| 7è                           | Laurens Huys                 | Intermarché-Wanty-Gobert Matériaux | 14 pts                       |                              |
| 8è                           | Michael Storer               | Groupama-FDJ                       | 12 pts                       |                              |
| 9è                           | Matteo Fabbro                | Bora-Hansgrohe                     | 12 pts                       |                              |
| 10è                          | Laurens De Plus              | Ineos Grenadiers                   | 11 pts                       |                              |

| Classificació de la muntanya | Classificació de la muntanya | Classificació de la muntanya       | Classificació de la muntanya | Classificació de la muntanya |
| Corredor                     | Corredor                     | Equip                              | Punts                        |                              |
| ---------------------------- | ---------------------------- | ---------------------------------- | ---------------------------- | ---------------------------- |
| 1r                           | Pierre Rolland               | B&B Hotels-KTM                     | 71 pts                       |                              |
| 2n                           | Carlos Verona Quintanilla    | Movistar Team                      | 21 pts                       |                              |
| 3r                           | Victor Lafay                 | Cofidis                            | 19 pts                       |                              |
| 4t                           | Jonas Vingegaard             | Jumbo-Visma                        | 17 pts                       |                              |
| 5è                           | Primož Roglič                | Jumbo-Visma                        | 15 pts                       |                              |
| 6è                           | Kenny Elissonde              | Trek-Segafredo                     | 14 pts                       |                              |
| 7è                           | Laurens Huys                 | Intermarché-Wanty-Gobert Matériaux | 14 pts                       |                              |
| 8è                           | Michael Storer               | Groupama-FDJ                       | 12 pts                       |                              |
| 9è                           | Matteo Fabbro                | Bora-Hansgrohe                     | 12 pts                       |                              |
| 10è                          | Laurens De Plus              | Ineos Grenadiers                   | 11 pts                       |                              |

| Classificació per punts | Classificació per punts | Classificació per punts            | Classificació per punts | Classificació per punts |
| Corredor                | Corredor                | Equip                              | Punts                   |                         |
| ----------------------- | ----------------------- | ---------------------------------- | ----------------------- | ----------------------- |
| 1r                      | Wout van Aert           | Jumbo-Visma                        | 88 pts                  |                         |
| 2n                      | Ethan Hayter            | Ineos Grenadiers                   | 74 pts                  |                         |
| 3r                      | Edvald Boasson Hagen    | TotalEnergies                      | 46 pts                  |                         |
| 4t                      | Hugo Page               | Intermarché-Wanty-Gobert Matériaux | 44 pts                  |                         |
| 5è                      | Pierre Rolland          | B&B Hotels-KTM                     | 36 pts                  |                         |
| 6è                      | Valentin Ferron         | TotalEnergies                      | 31 pts                  |                         |
| 7è                      | Warren Barguil          | Arkéa-Samsic                       | 30 pts                  |                         |
| 8è                      | Primož Roglič           | Jumbo-Visma                        | 30 pts                  |                         |
| 9è                      | Andrea Bagioli          | Quick-Step Alpha Vinyl             | 30 pts                  |                         |
| 10è                     | Jonas Vingegaard        | Jumbo-Visma                        | 29 pts                  |                         |

| Classificació per punts | Classificació per punts | Classificació per punts            | Classificació per punts | Classificació per punts |
| Corredor                | Corredor                | Equip                              | Punts                   |                         |
| ----------------------- | ----------------------- | ---------------------------------- | ----------------------- | ----------------------- |
| 1r                      | Wout van Aert           | Jumbo-Visma                        | 88 pts                  |                         |
| 2n                      | Ethan Hayter            | Ineos Grenadiers                   | 74 pts                  |                         |
| 3r                      | Edvald Boasson Hagen    | TotalEnergies                      | 46 pts                  |                         |
| 4t                      | Hugo Page               | Intermarché-Wanty-Gobert Matériaux | 44 pts                  |                         |
| 5è                      | Pierre Rolland          | B&B Hotels-KTM                     | 36 pts                  |                         |
| 6è                      | Valentin Ferron         | TotalEnergies                      | 31 pts                  |                         |
| 7è                      | Warren Barguil          | Arkéa-Samsic                       | 30 pts                  |                         |
| 8è                      | Primož Roglič           | Jumbo-Visma                        | 30 pts                  |                         |
| 9è                      | Andrea Bagioli          | Quick-Step Alpha Vinyl             | 30 pts                  |                         |
| 10è                     | Jonas Vingegaard        | Jumbo-Visma                        | 29 pts                  |                         |

| Classificació del millor jove | Classificació del millor jove | Classificació del millor jove | Classificació del millor jove | Classificació del millor jove |
| Corredor                      | Corredor                      | Equip                         | Temps                         |                               |
| ----------------------------- | ----------------------------- | ----------------------------- | ----------------------------- | ----------------------------- |
| 1r                            | Tobias Halland Johannessen    | Uno-X Pro Cycling Team        | 29h 15' 13"                   |                               |
| 2n                            | Brandon McNulty               | UAE Team Emirates             | + 1' 06"                      |                               |
| 3r                            | Matteo Jorgenson              | Movistar Team                 | + 3' 15"                      |                               |
| 4t                            | Ethan Hayter                  | Ineos Grenadiers              | + 4' 15"                      |                               |
| 5è                            | Andrea Bagioli                | Quick-Step Alpha Vinyl        | + 4' 50"                      |                               |
| 6è                            | Simon Guglielmi               | Arkéa-Samsic                  | + 14' 05"                     |                               |
| 7è                            | Kevin Vermaerke               | Team DSM                      | + 14' 50"                     |                               |
| 8è                            | Kevin Geniets                 | Groupama-FDJ                  | + 15' 06"                     |                               |
| 9è                            | Mark Donovan                  | Team DSM                      | + 19' 28"                     |                               |
| 10è                           | Michael Storer                | Groupama-FDJ                  | + 19' 40"                     |                               |

| Classificació del millor jove | Classificació del millor jove | Classificació del millor jove | Classificació del millor jove | Classificació del millor jove |
| Corredor                      | Corredor                      | Equip                         | Temps                         |                               |
| ----------------------------- | ----------------------------- | ----------------------------- | ----------------------------- | ----------------------------- |
| 1r                            | Tobias Halland Johannessen    | Uno-X Pro Cycling Team        | 29h 15' 13"                   |                               |
| 2n                            | Brandon McNulty               | UAE Team Emirates             | + 1' 06"                      |                               |
| 3r                            | Matteo Jorgenson              | Movistar Team                 | + 3' 15"                      |                               |
| 4t                            | Ethan Hayter                  | Ineos Grenadiers              | + 4' 15"                      |                               |
| 5è                            | Andrea Bagioli                | Quick-Step Alpha Vinyl        | + 4' 50"                      |                               |
| 6è                            | Simon Guglielmi               | Arkéa-Samsic                  | + 14' 05"                     |                               |
| 7è                            | Kevin Vermaerke               | Team DSM                      | + 14' 50"                     |                               |
| 8è                            | Kevin Geniets                 | Groupama-FDJ                  | + 15' 06"                     |                               |
| 9è                            | Mark Donovan                  | Team DSM                      | + 19' 28"                     |                               |
| 10è                           | Michael Storer                | Groupama-FDJ                  | + 19' 40"                     |                               |

| Classificació per equips | Classificació per equips           | Classificació per equips | Classificació per equips |
| Equip                    | Equip                              | Temps                    |                          |
| ------------------------ | ---------------------------------- | ------------------------ | ------------------------ |
| 1r                       | Jumbo-Visma                        | 87h 38' 30"              |                          |
| 2n                       | Bahrain Victorious                 | + 13' 40"                |                          |
| 3r                       | Ineos Grenadiers                   | + 22' 56"                |                          |
| 4t                       | Intermarché-Wanty-Gobert Matériaux | + 28' 39"                |                          |
| 5è                       | Movistar Team                      | + 35' 37"                |                          |

| Classificació per equips | Classificació per equips           | Classificació per equips | Classificació per equips |
| Equip                    | Equip                              | Temps                    |                          |
| ------------------------ | ---------------------------------- | ------------------------ | ------------------------ |
| 1r                       | Jumbo-Visma                        | 87h 38' 30"              |                          |
| 2n                       | Bahrain Victorious                 | + 13' 40"                |                          |
| 3r                       | Ineos Grenadiers                   | + 22' 56"                |                          |
| 4t                       | Intermarché-Wanty-Gobert Matériaux | + 28' 39"                |                          |
| 5è                       | Movistar Team                      | + 35' 37"                |                          |

## Evolució de les classificacions
| Etapa                  | Vencedor               | Classificació general | Classificació per punts | Classificació de la muntanya | Classificació dels joves | Classificació per equips |
| ---------------------- | ---------------------- | --------------------- | ----------------------- | ---------------------------- | ------------------------ | ------------------------ |
| 1                      | Wout Van Aert          | Wout Van Aert         | Wout Van Aert           | Pierre Rolland               | Ethan Hayter             | EF Education-EasyPost    |
| 2                      | Alexis Vuillermoz      | Alexis Vuillermoz     | Wout Van Aert           | Pierre Rolland               | Kevin Vermaerke          | Arkéa-Samsic             |
| 3                      | David Gaudu            | Wout Van Aert         | Wout Van Aert           | Pierre Rolland               | Matteo Jorgenson         | Bahrain Victorious       |
| 4                      | Filippo Ganna          | Wout Van Aert         | Wout Van Aert           | Pierre Rolland               | Ethan Hayter             | Team Jumbo-Visma         |
| 5                      | Wout Van Aert          | Wout Van Aert         | Wout Van Aert           | Pierre Rolland               | Ethan Hayter             | Team Jumbo-Visma         |
| 6                      | Valentin Ferron        | Wout Van Aert         | Wout Van Aert           | Pierre Rolland               | Ethan Hayter             | Team Jumbo-Visma         |
| 7                      | Carlos Verona          | Primož Roglič         | Wout Van Aert           | Pierre Rolland               | Tobias H. Johannessen    | Team Jumbo-Visma         |
| 8                      | Jonas Vingegaard       | Primož Roglič         | Wout Van Aert           | Pierre Rolland               | Tobias H. Johannessen    | Team Jumbo-Visma         |
| Classificacions finals | Classificacions finals | Primož Roglič         | Wout Van Aert           | Pierre Rolland               | Tobias H. Johannessen    | Team Jumbo-Visma         |

## Llista de participants
| Ineos Grenadiers IGD | Ineos Grenadiers IGD            | Ineos Grenadiers IGD |
| -------------------- | ------------------------------- | -------------------- |
| Núm                  | Ciclista                        | Pos                  |
| 1                    | Tao Geoghegan Hart (GBR)        | 8è                   |
| 2                    | Andrey Amador Bikkazakova (CRC) | 88è                  |
| 3                    | Edward Dunbar (IRL)             | 30è                  |
| 4                    | Laurens De Plus (BEL)           | 67è                  |
| 5                    | Filippo Ganna (ITA) (crono)     | 82è                  |
| 6                    | Ethan Hayter (GBR) (crono)      | 15è                  |
| 7                    | Michał Kwiatkowski (POL)        | DNF-6                |

| Bora-Hansgrohe BOH | Bora-Hansgrohe BOH          | Bora-Hansgrohe BOH |
| ------------------ | --------------------------- | ------------------ |
| Núm                | Ciclista                    | Pos                |
| 11                 | Patrick Konrad (AUT) (ruta) | 12è                |
| 12                 | Matteo Fabbro (ITA)         | 48è                |
| 13                 | Wilco Kelderman (NED)       | 28è                |
| 14                 | Jordi Meeus (BEL)           | NP-7               |
| 15                 | Nils Politt (GER)           | 65è                |
| 16                 | Lukas Pöstlberger (AUT)     | 106è               |
| 17                 | Matthew Walls (GBR)         | DNF-5              |

| Bahrain Victorious TBV | Bahrain Victorious TBV      | Bahrain Victorious TBV |
| ---------------------- | --------------------------- | ---------------------- |
| Núm                    | Ciclista                    | Pos                    |
| 21                     | Jack Haig (AUS)             | 5è                     |
| 22                     | Phil Bauhaus (GER)          | DNF-2                  |
| 23                     | Damiano Caruso (ITA)        | 4t                     |
| 24                     | Kamil Gradek (POL)          | 124è                   |
| 25                     | Heinrich Haussler (AUS)     | DNF-8                  |
| 26                     | Luis León Sánchez Gil (ESP) | 23è                    |
| 27                     | Dylan Teuns (BEL)           | DNF-8                  |

| Movistar Team MOV | Movistar Team MOV                 | Movistar Team MOV |
| ----------------- | --------------------------------- | ----------------- |
| Núm               | Ciclista                          | Pos               |
| 31                | Enric Mas Nicolau (ESP)           | NP-8              |
| 32                | Imanol Erviti Ollo (ESP)          | DNF-1             |
| 33                | Gorka Izagirre Insausti (ESP)     | 64è               |
| 34                | Mathias Norsgaard Jørgensen (DEN) | 121è              |
| 35                | Matteo Jorgenson (USA)            | 13è               |
| 36                | Gregor Mühlberger (AUT)           | 63è               |
| 37                | Carlos Verona Quintanilla (ESP)   | 19è               |

| Jumbo-Visma TJV | Jumbo-Visma TJV            | Jumbo-Visma TJV |
| --------------- | -------------------------- | --------------- |
| Núm             | Ciclista                   | Pos             |
| 41              | Primož Roglič (SLO)        | 1r              |
| 42              | Tiesj Benoot (BEL)         | 71è             |
| 43              | Chris Harper (AUS)         | 108è            |
| 44              | Steven Kruijswijk (NED)    | 21è             |
| 45              | Christophe Laporte (FRA)   | DNF-8           |
| 46              | Wout van Aert (BEL) (ruta) | 49è             |
| 47              | Jonas Vingegaard (DEN)     | 2n              |

| AG2R Citroën Team ACT | AG2R Citroën Team ACT        | AG2R Citroën Team ACT |
| --------------------- | ---------------------------- | --------------------- |
| Núm                   | Ciclista                     | Pos                   |
| 51                    | Ben O'Connor (AUS)           | 3r                    |
| 52                    | Geoffrey Bouchard (FRA)      | 36è                   |
| 53                    | Stan Dewulf (BEL)            | 89è                   |
| 54                    | Oliver Naesen (BEL)          | 77è                   |
| 55                    | Aurélien Paret-Peintre (FRA) | 50è                   |
| 56                    | Greg Van Avermaet (BEL)      | 93è                   |
| 57                    | Clément Venturini (FRA)      | 84è                   |

| Groupama-FDJ GFC | Groupama-FDJ GFC                   | Groupama-FDJ GFC |
| ---------------- | ---------------------------------- | ---------------- |
| Núm              | Ciclista                           | Pos              |
| 61               | David Gaudu (FRA)                  | 17è              |
| 62               | Bruno Armirail (FRA)               | 55è              |
| 63               | Kevin Geniets (LUX) (ruta i crono) | 32è              |
| 64               | Olivier Le Gac (FRA)               | 98è              |
| 65               | Valentin Madouas (FRA)             | 45è              |
| 66               | Rudy Molard (FRA)                  | 37è              |
| 67               | Michael Storer (AUS)               | 40è              |

| Israel-Premier Tech IPT | Israel-Premier Tech IPT      | Israel-Premier Tech IPT |
| ----------------------- | ---------------------------- | ----------------------- |
| Núm                     | Ciclista                     | Pos                     |
| 71                      | Christopher Froome (GBR)     | NP-7                    |
| 72                      | Simon Clarke (AUS)           | 68è                     |
| 73                      | Omer Goldstein (ISR) (crono) | 73è                     |
| 74                      | Taj Jones (AUS)              | DNF-6                   |
| 75                      | Guy Niv (ISR)                | 97è                     |
| 76                      | James Piccoli (CAN)          | 53è                     |
| 77                      | Guy Sagiv (ISR)              | DNF-7                   |

| Uno-X Pro Cycling Team UXT | Uno-X Pro Cycling Team UXT       | Uno-X Pro Cycling Team UXT |
| -------------------------- | -------------------------------- | -------------------------- |
| Núm                        | Ciclista                         | Pos                        |
| 81                         | Tobias Halland Johannessen (NOR) | 10è                        |
| 82                         | Idar Andersen (NOR)              | 122è                       |
| 83                         | Anthon Charmig (DEN)             | 109è                       |
| 84                         | Niklas Eg (DEN)                  | DNF-1                      |
| 85                         | Anders Skaarseth (NOR)           | 52è                        |
| 86                         | Torjus Sleen (NOR)               | 81è                        |
| 87                         | Jonas Gregaard Wilsly (DEN)      | 43è                        |

| Quick-Step Alpha Vinyl QST | Quick-Step Alpha Vinyl QST  | Quick-Step Alpha Vinyl QST |
| -------------------------- | --------------------------- | -------------------------- |
| Núm                        | Ciclista                    | Pos                        |
| 91                         | Andrea Bagioli (ITA)        | 16è                        |
| 92                         | Mattia Cattaneo (ITA)       | 34è                        |
| 93                         | Rémi Cavagna (FRA) (ruta)   | 70è                        |
| 94                         | Josef Černý (CZE) (crono)   | DNF-2                      |
| 95                         | Dries Devenyns (BEL)        | DNF-8                      |
| 96                         | Mikkel Frølich Honoré (DEN) | 47è                        |
| 97                         | Jannik Steimle (GER)        | DNF-8                      |

| BikeExchange-Jayco BEX | BikeExchange-Jayco BEX      | BikeExchange-Jayco BEX |
| ---------------------- | --------------------------- | ---------------------- |
| Núm                    | Ciclista                    | Pos                    |
| 101                    | Dylan Groenewegen (NED)     | NP-7                   |
| 102                    | Kevin Colleoni (ITA)        | 117è                   |
| 103                    | Luke Durbridge (AUS)        | 118è                   |
| 104                    | Alexander Edmondson (AUS)   | DNF-8                  |
| 105                    | Tsgabu Grmay (ETH)          | 115è                   |
| 106                    | Amund Grøndahl Jansen (NOR) | 116è                   |
| 107                    | Nick Schultz (AUS)          | 26è                    |

| UAE Team Emirates UAD | UAE Team Emirates UAD            | UAE Team Emirates UAD |
| --------------------- | -------------------------------- | --------------------- |
| Núm                   | Ciclista                         | Pos                   |
| 111                   | Brandon McNulty (USA)            | 11è                   |
| 112                   | Ivo Oliveira (POR)               | 110è                  |
| 113                   | Andrés Camilo Ardila (COL)       | 87è                   |
| 114                   | Juan Ayuso Pesquera (ESP)        | NP-6                  |
| 115                   | George Bennett (NZL)             | 20è                   |
| 116                   | Sebastián Molano Benavides (COL) | DQ-6                  |
| 117                   | Oliviero Troia (ITA)             | DNF-8                 |

| Trek-Segafredo TFS | Trek-Segafredo TFS                | Trek-Segafredo TFS |
| ------------------ | --------------------------------- | ------------------ |
| Núm                | Ciclista                          | Pos                |
| 121                | Antonio Tiberi (ITA)              | 66è                |
| 122                | Julien Bernard (FRA)              | 104è               |
| 123                | Kenny Elissonde (FRA)             | 22è                |
| 124                | Tony Gallopin (FRA)               | 62è                |
| 125                | Toms Skujiņš (LAT) (ruta i crono) | 33è                |
| 126                | Jasper Stuyven (BEL)              | DNF-8              |
| 127                | Antwan Tolhoek (NED)              | 107è               |

| Cofidis COF | Cofidis COF           | Cofidis COF |
| ----------- | --------------------- | ----------- |
| Núm         | Ciclista              | Pos         |
| 131         | Benjamin Thomas (FRA) | 58è         |
| 132         | François Bidard (FRA) | 100è        |
| 133         | Thomas Champion (FRA) | 58è         |
| 134         | Eddy Finé (FRA)       | 103è        |
| 135         | Simon Geschke (GER)   | 38è         |
| 136         | Victor Lafay (FRA)    | 76è         |
| 137         | Hugo Toumire (FRA)    | 46è         |

| TotalEnergies TEN | TotalEnergies TEN          | TotalEnergies TEN |
| ----------------- | -------------------------- | ----------------- |
| Núm               | Ciclista                   | Pos               |
| 141               | Alexis Vuillermoz (FRA)    | 35è               |
| 142               | Edvald Boasson Hagen (NOR) | 95è               |
| 143               | Fabien Doubey (FRA)        | 85è               |
| 144               | Sandy Dujardin (FRA)       | DNF-7             |
| 145               | Valentin Ferron (FRA)      | 119è              |
| 146               | Fabien Grellier (FRA)      | 99è               |
| 147               | Dries Van Gestel (BEL)     | 123è              |

| EF Education-EasyPost EFE | EF Education-EasyPost EFE  | EF Education-EasyPost EFE |
| ------------------------- | -------------------------- | ------------------------- |
| Núm                       | Ciclista                   | Pos                       |
| 151                       | Mark Padun (UKR)           | 113è                      |
| 152                       | Ruben Guerreiro (POR)      | 9è                        |
| 153                       | Esteban Chaves Rubio (COL) | 7è                        |
| 154                       | Owain Doull (GBR)          | 91è                       |
| 155                       | Jens Keukeleire (BEL)      | 102è                      |
| 156                       | Sean Quinn (USA)           | 80è                       |
| 157                       | James Shaw (GBR)           | 86è                       |

| Arkéa-Samsic ARK | Arkéa-Samsic ARK         | Arkéa-Samsic ARK |
| ---------------- | ------------------------ | ---------------- |
| Núm              | Ciclista                 | Pos              |
| 161              | Warren Barguil (FRA)     | 24è              |
| 162              | Maxime Bouet (FRA)       | 44è              |
| 163              | Anthony Delaplace (FRA)  | 78è              |
| 164              | Thibault Guernalec (FRA) | 96è              |
| 165              | Simon Guglielmi (FRA)    | 29è              |
| 166              | Matis Louvel (FRA)       | 60è              |
| 167              | Łukasz Owsian (POL)      | 79è              |

| Intermarché-Wanty-Gobert Matériaux IWG | Intermarché-Wanty-Gobert Matériaux IWG | Intermarché-Wanty-Gobert Matériaux IWG |
| -------------------------------------- | -------------------------------------- | -------------------------------------- |
| Núm                                    | Ciclista                               | Pos                                    |
| 171                                    | Jan Hirt (CZE)                         | 18è                                    |
| 172                                    | Jan Bakelants (BEL)                    | 57è                                    |
| 173                                    | Kobe Goossens (BEL)                    | 27è                                    |
| 174                                    | Laurens Huys (BEL)                     | 90è                                    |
| 175                                    | Julius Johansen (DEN)                  | 125è                                   |
| 176                                    | Louis Meintjes (RSA)                   | 6è                                     |
| 177                                    | Hugo Page (FRA)                        | 69è                                    |

| Astana Qazaqstan Team AST | Astana Qazaqstan Team AST   | Astana Qazaqstan Team AST |
| ------------------------- | --------------------------- | ------------------------- |
| Núm                       | Ciclista                    | Pos                       |
| 181                       | Samuele Battistella (ITA)   | 94è                       |
| 182                       | Stefan de Bod (RSA)         | 42è                       |
| 183                       | Yuriy Natarov (KAZ)         | 105è                      |
| 184                       | Aliaksandr Rabuixenka (BLR) | 83è                       |
| 185                       | Javier Romo (ESP)           | 72è                       |
| 186                       | Simone Velasco (ITA)        | 59è                       |
| 187                       | Andrei Zeits (KAZ)          | 25è                       |

| Lotto-Soudal LTS | Lotto-Soudal LTS            | Lotto-Soudal LTS |
| ---------------- | --------------------------- | ---------------- |
| Núm              | Ciclista                    | Pos              |
| 191              | Steff Cras (BEL)            | 14è              |
| 192              | Carlos Barbero Cuesta (ESP) | 120è             |
| 193              | Filippo Conca (ITA)         | 74è              |
| 194              | Sébastien Grignard (BEL)    | 101è             |
| 195              | Harry Sweeny (AUS)          | 92è              |
| 196              | Maxim Van Gils (BEL)        | 41è              |
| 197              | Xandres Vervloesem (BEL)    | DNF-8            |

| Team DSM DSM | Team DSM DSM             | Team DSM DSM |
| ------------ | ------------------------ | ------------ |
| Núm          | Ciclista                 | Pos          |
| 201          | Niklas Märkl (GER)       | DNF-1        |
| 202          | Marco Brenner (GER)      | 114è         |
| 203          | Romain Combaud (FRA)     | 75è          |
| 204          | Mark Donovan (GBR)       | 39è          |
| 205          | Leon Heinschke (GER)     | DNF-6        |
| 206          | Henri Vandenabeele (BEL) | DNF-2        |
| 207          | Kevin Vermaerke (USA)    | 31è          |

| B&B Hotels-KTM BBK | B&B Hotels-KTM BBK          | B&B Hotels-KTM BBK |
| ------------------ | --------------------------- | ------------------ |
| Núm                | Ciclista                    | Pos                |
| 211                | Luca Mozzato (ITA)          | DNF-7              |
| 212                | Franck Bonnamour (FRA)      | 61è                |
| 213                | Alexis Gougeard (FRA)       | DNF-6              |
| 214                | Miguel Heidemann (GER)      | 111è               |
| 215                | Eliot Lietaer (BEL)         | 56è                |
| 216                | Pierre Rolland (FRA)        | 54è                |
| 217                | Sebastian Schönberger (AUT) | 51è                |

| Ineos Grenadiers IGD | Ineos Grenadiers IGD            | Ineos Grenadiers IGD |
| -------------------- | ------------------------------- | -------------------- |
| Núm                  | Ciclista                        | Pos                  |
| 1                    | Tao Geoghegan Hart (GBR)        | 8è                   |
| 2                    | Andrey Amador Bikkazakova (CRC) | 88è                  |
| 3                    | Edward Dunbar (IRL)             | 30è                  |
| 4                    | Laurens De Plus (BEL)           | 67è                  |
| 5                    | Filippo Ganna (ITA) (crono)     | 82è                  |
| 6                    | Ethan Hayter (GBR) (crono)      | 15è                  |
| 7                    | Michał Kwiatkowski (POL)        | DNF-6                |

| Bora-Hansgrohe BOH | Bora-Hansgrohe BOH          | Bora-Hansgrohe BOH |
| ------------------ | --------------------------- | ------------------ |
| Núm                | Ciclista                    | Pos                |
| 11                 | Patrick Konrad (AUT) (ruta) | 12è                |
| 12                 | Matteo Fabbro (ITA)         | 48è                |
| 13                 | Wilco Kelderman (NED)       | 28è                |
| 14                 | Jordi Meeus (BEL)           | NP-7               |
| 15                 | Nils Politt (GER)           | 65è                |
| 16                 | Lukas Pöstlberger (AUT)     | 106è               |
| 17                 | Matthew Walls (GBR)         | DNF-5              |

| Bahrain Victorious TBV | Bahrain Victorious TBV      | Bahrain Victorious TBV |
| ---------------------- | --------------------------- | ---------------------- |
| Núm                    | Ciclista                    | Pos                    |
| 21                     | Jack Haig (AUS)             | 5è                     |
| 22                     | Phil Bauhaus (GER)          | DNF-2                  |
| 23                     | Damiano Caruso (ITA)        | 4t                     |
| 24                     | Kamil Gradek (POL)          | 124è                   |
| 25                     | Heinrich Haussler (AUS)     | DNF-8                  |
| 26                     | Luis León Sánchez Gil (ESP) | 23è                    |
| 27                     | Dylan Teuns (BEL)           | DNF-8                  |

| Movistar Team MOV | Movistar Team MOV                 | Movistar Team MOV |
| ----------------- | --------------------------------- | ----------------- |
| Núm               | Ciclista                          | Pos               |
| 31                | Enric Mas Nicolau (ESP)           | NP-8              |
| 32                | Imanol Erviti Ollo (ESP)          | DNF-1             |
| 33                | Gorka Izagirre Insausti (ESP)     | 64è               |
| 34                | Mathias Norsgaard Jørgensen (DEN) | 121è              |
| 35                | Matteo Jorgenson (USA)            | 13è               |
| 36                | Gregor Mühlberger (AUT)           | 63è               |
| 37                | Carlos Verona Quintanilla (ESP)   | 19è               |

| Jumbo-Visma TJV | Jumbo-Visma TJV            | Jumbo-Visma TJV |
| --------------- | -------------------------- | --------------- |
| Núm             | Ciclista                   | Pos             |
| 41              | Primož Roglič (SLO)        | 1r              |
| 42              | Tiesj Benoot (BEL)         | 71è             |
| 43              | Chris Harper (AUS)         | 108è            |
| 44              | Steven Kruijswijk (NED)    | 21è             |
| 45              | Christophe Laporte (FRA)   | DNF-8           |
| 46              | Wout van Aert (BEL) (ruta) | 49è             |
| 47              | Jonas Vingegaard (DEN)     | 2n              |

| AG2R Citroën Team ACT | AG2R Citroën Team ACT        | AG2R Citroën Team ACT |
| --------------------- | ---------------------------- | --------------------- |
| Núm                   | Ciclista                     | Pos                   |
| 51                    | Ben O'Connor (AUS)           | 3r                    |
| 52                    | Geoffrey Bouchard (FRA)      | 36è                   |
| 53                    | Stan Dewulf (BEL)            | 89è                   |
| 54                    | Oliver Naesen (BEL)          | 77è                   |
| 55                    | Aurélien Paret-Peintre (FRA) | 50è                   |
| 56                    | Greg Van Avermaet (BEL)      | 93è                   |
| 57                    | Clément Venturini (FRA)      | 84è                   |

| Groupama-FDJ GFC | Groupama-FDJ GFC                   | Groupama-FDJ GFC |
| ---------------- | ---------------------------------- | ---------------- |
| Núm              | Ciclista                           | Pos              |
| 61               | David Gaudu (FRA)                  | 17è              |
| 62               | Bruno Armirail (FRA)               | 55è              |
| 63               | Kevin Geniets (LUX) (ruta i crono) | 32è              |
| 64               | Olivier Le Gac (FRA)               | 98è              |
| 65               | Valentin Madouas (FRA)             | 45è              |
| 66               | Rudy Molard (FRA)                  | 37è              |
| 67               | Michael Storer (AUS)               | 40è              |

| Israel-Premier Tech IPT | Israel-Premier Tech IPT      | Israel-Premier Tech IPT |
| ----------------------- | ---------------------------- | ----------------------- |
| Núm                     | Ciclista                     | Pos                     |
| 71                      | Christopher Froome (GBR)     | NP-7                    |
| 72                      | Simon Clarke (AUS)           | 68è                     |
| 73                      | Omer Goldstein (ISR) (crono) | 73è                     |
| 74                      | Taj Jones (AUS)              | DNF-6                   |
| 75                      | Guy Niv (ISR)                | 97è                     |
| 76                      | James Piccoli (CAN)          | 53è                     |
| 77                      | Guy Sagiv (ISR)              | DNF-7                   |

| Uno-X Pro Cycling Team UXT | Uno-X Pro Cycling Team UXT       | Uno-X Pro Cycling Team UXT |
| -------------------------- | -------------------------------- | -------------------------- |
| Núm                        | Ciclista                         | Pos                        |
| 81                         | Tobias Halland Johannessen (NOR) | 10è                        |
| 82                         | Idar Andersen (NOR)              | 122è                       |
| 83                         | Anthon Charmig (DEN)             | 109è                       |
| 84                         | Niklas Eg (DEN)                  | DNF-1                      |
| 85                         | Anders Skaarseth (NOR)           | 52è                        |
| 86                         | Torjus Sleen (NOR)               | 81è                        |
| 87                         | Jonas Gregaard Wilsly (DEN)      | 43è                        |

| Quick-Step Alpha Vinyl QST | Quick-Step Alpha Vinyl QST  | Quick-Step Alpha Vinyl QST |
| -------------------------- | --------------------------- | -------------------------- |
| Núm                        | Ciclista                    | Pos                        |
| 91                         | Andrea Bagioli (ITA)        | 16è                        |
| 92                         | Mattia Cattaneo (ITA)       | 34è                        |
| 93                         | Rémi Cavagna (FRA) (ruta)   | 70è                        |
| 94                         | Josef Černý (CZE) (crono)   | DNF-2                      |
| 95                         | Dries Devenyns (BEL)        | DNF-8                      |
| 96                         | Mikkel Frølich Honoré (DEN) | 47è                        |
| 97                         | Jannik Steimle (GER)        | DNF-8                      |

| BikeExchange-Jayco BEX | BikeExchange-Jayco BEX      | BikeExchange-Jayco BEX |
| ---------------------- | --------------------------- | ---------------------- |
| Núm                    | Ciclista                    | Pos                    |
| 101                    | Dylan Groenewegen (NED)     | NP-7                   |
| 102                    | Kevin Colleoni (ITA)        | 117è                   |
| 103                    | Luke Durbridge (AUS)        | 118è                   |
| 104                    | Alexander Edmondson (AUS)   | DNF-8                  |
| 105                    | Tsgabu Grmay (ETH)          | 115è                   |
| 106                    | Amund Grøndahl Jansen (NOR) | 116è                   |
| 107                    | Nick Schultz (AUS)          | 26è                    |

| UAE Team Emirates UAD | UAE Team Emirates UAD            | UAE Team Emirates UAD |
| --------------------- | -------------------------------- | --------------------- |
| Núm                   | Ciclista                         | Pos                   |
| 111                   | Brandon McNulty (USA)            | 11è                   |
| 112                   | Ivo Oliveira (POR)               | 110è                  |
| 113                   | Andrés Camilo Ardila (COL)       | 87è                   |
| 114                   | Juan Ayuso Pesquera (ESP)        | NP-6                  |
| 115                   | George Bennett (NZL)             | 20è                   |
| 116                   | Sebastián Molano Benavides (COL) | DQ-6                  |
| 117                   | Oliviero Troia (ITA)             | DNF-8                 |

| Trek-Segafredo TFS | Trek-Segafredo TFS                | Trek-Segafredo TFS |
| ------------------ | --------------------------------- | ------------------ |
| Núm                | Ciclista                          | Pos                |
| 121                | Antonio Tiberi (ITA)              | 66è                |
| 122                | Julien Bernard (FRA)              | 104è               |
| 123                | Kenny Elissonde (FRA)             | 22è                |
| 124                | Tony Gallopin (FRA)               | 62è                |
| 125                | Toms Skujiņš (LAT) (ruta i crono) | 33è                |
| 126                | Jasper Stuyven (BEL)              | DNF-8              |
| 127                | Antwan Tolhoek (NED)              | 107è               |

| Cofidis COF | Cofidis COF           | Cofidis COF |
| ----------- | --------------------- | ----------- |
| Núm         | Ciclista              | Pos         |
| 131         | Benjamin Thomas (FRA) | 58è         |
| 132         | François Bidard (FRA) | 100è        |
| 133         | Thomas Champion (FRA) | 58è         |
| 134         | Eddy Finé (FRA)       | 103è        |
| 135         | Simon Geschke (GER)   | 38è         |
| 136         | Victor Lafay (FRA)    | 76è         |
| 137         | Hugo Toumire (FRA)    | 46è         |

| TotalEnergies TEN | TotalEnergies TEN          | TotalEnergies TEN |
| ----------------- | -------------------------- | ----------------- |
| Núm               | Ciclista                   | Pos               |
| 141               | Alexis Vuillermoz (FRA)    | 35è               |
| 142               | Edvald Boasson Hagen (NOR) | 95è               |
| 143               | Fabien Doubey (FRA)        | 85è               |
| 144               | Sandy Dujardin (FRA)       | DNF-7             |
| 145               | Valentin Ferron (FRA)      | 119è              |
| 146               | Fabien Grellier (FRA)      | 99è               |
| 147               | Dries Van Gestel (BEL)     | 123è              |

| EF Education-EasyPost EFE | EF Education-EasyPost EFE  | EF Education-EasyPost EFE |
| ------------------------- | -------------------------- | ------------------------- |
| Núm                       | Ciclista                   | Pos                       |
| 151                       | Mark Padun (UKR)           | 113è                      |
| 152                       | Ruben Guerreiro (POR)      | 9è                        |
| 153                       | Esteban Chaves Rubio (COL) | 7è                        |
| 154                       | Owain Doull (GBR)          | 91è                       |
| 155                       | Jens Keukeleire (BEL)      | 102è                      |
| 156                       | Sean Quinn (USA)           | 80è                       |
| 157                       | James Shaw (GBR)           | 86è                       |

| Arkéa-Samsic ARK | Arkéa-Samsic ARK         | Arkéa-Samsic ARK |
| ---------------- | ------------------------ | ---------------- |
| Núm              | Ciclista                 | Pos              |
| 161              | Warren Barguil (FRA)     | 24è              |
| 162              | Maxime Bouet (FRA)       | 44è              |
| 163              | Anthony Delaplace (FRA)  | 78è              |
| 164              | Thibault Guernalec (FRA) | 96è              |
| 165              | Simon Guglielmi (FRA)    | 29è              |
| 166              | Matis Louvel (FRA)       | 60è              |
| 167              | Łukasz Owsian (POL)      | 79è              |

| Intermarché-Wanty-Gobert Matériaux IWG | Intermarché-Wanty-Gobert Matériaux IWG | Intermarché-Wanty-Gobert Matériaux IWG |
| -------------------------------------- | -------------------------------------- | -------------------------------------- |
| Núm                                    | Ciclista                               | Pos                                    |
| 171                                    | Jan Hirt (CZE)                         | 18è                                    |
| 172                                    | Jan Bakelants (BEL)                    | 57è                                    |
| 173                                    | Kobe Goossens (BEL)                    | 27è                                    |
| 174                                    | Laurens Huys (BEL)                     | 90è                                    |
| 175                                    | Julius Johansen (DEN)                  | 125è                                   |
| 176                                    | Louis Meintjes (RSA)                   | 6è                                     |
| 177                                    | Hugo Page (FRA)                        | 69è                                    |

| Astana Qazaqstan Team AST | Astana Qazaqstan Team AST   | Astana Qazaqstan Team AST |
| ------------------------- | --------------------------- | ------------------------- |
| Núm                       | Ciclista                    | Pos                       |
| 181                       | Samuele Battistella (ITA)   | 94è                       |
| 182                       | Stefan de Bod (RSA)         | 42è                       |
| 183                       | Yuriy Natarov (KAZ)         | 105è                      |
| 184                       | Aliaksandr Rabuixenka (BLR) | 83è                       |
| 185                       | Javier Romo (ESP)           | 72è                       |
| 186                       | Simone Velasco (ITA)        | 59è                       |
| 187                       | Andrei Zeits (KAZ)          | 25è                       |

| Lotto-Soudal LTS | Lotto-Soudal LTS            | Lotto-Soudal LTS |
| ---------------- | --------------------------- | ---------------- |
| Núm              | Ciclista                    | Pos              |
| 191              | Steff Cras (BEL)            | 14è              |
| 192              | Carlos Barbero Cuesta (ESP) | 120è             |
| 193              | Filippo Conca (ITA)         | 74è              |
| 194              | Sébastien Grignard (BEL)    | 101è             |
| 195              | Harry Sweeny (AUS)          | 92è              |
| 196              | Maxim Van Gils (BEL)        | 41è              |
| 197              | Xandres Vervloesem (BEL)    | DNF-8            |

| Team DSM DSM | Team DSM DSM             | Team DSM DSM |
| ------------ | ------------------------ | ------------ |
| Núm          | Ciclista                 | Pos          |
| 201          | Niklas Märkl (GER)       | DNF-1        |
| 202          | Marco Brenner (GER)      | 114è         |
| 203          | Romain Combaud (FRA)     | 75è          |
| 204          | Mark Donovan (GBR)       | 39è          |
| 205          | Leon Heinschke (GER)     | DNF-6        |
| 206          | Henri Vandenabeele (BEL) | DNF-2        |
| 207          | Kevin Vermaerke (USA)    | 31è          |

| B&B Hotels-KTM BBK | B&B Hotels-KTM BBK          | B&B Hotels-KTM BBK |
| ------------------ | --------------------------- | ------------------ |
| Núm                | Ciclista                    | Pos                |
| 211                | Luca Mozzato (ITA)          | DNF-7              |
| 212                | Franck Bonnamour (FRA)      | 61è                |
| 213                | Alexis Gougeard (FRA)       | DNF-6              |
| 214                | Miguel Heidemann (GER)      | 111è               |
| 215                | Eliot Lietaer (BEL)         | 56è                |
| 216                | Pierre Rolland (FRA)        | 54è                |
| 217                | Sebastian Schönberger (AUT) | 51è                |